# Bistum Limeira
Das Bistum Limeira (lateinisch Dioecesis Limeirensis, portugiesisch Diocese de Limeira) ist eine in Brasilien gelegene römisch-katholische Diözese mit Sitz in Limeira im Bundesstaat São Paulo.

## Geschichte
Das Bistum Limeira wurde am 29. April 1976 durch Papst Paul VI. mit der Apostolischen Konstitution De superna animarum aus Gebietsabtretungen des Erzbistums Campinas und des Bistums Piracicaba errichtet und dem Erzbistum Campinas als Suffraganbistum unterstellt. Das Bistum Limeira gab am 23. Dezember 1997 Teile seines Territoriums zur Gründung des Bistums Amparo ab.

## Bischöfe von Limeira
- Aloísio Ariovaldo Amaral CSsR, 1976–1984, dann Bischof von Campanha
- Fernando Legal SDB, 1985–1989, dann Bischof von São Miguel Paulista
- Ercílio Turco, 1989–2002, dann Bischof von Osasco
- Augusto José Zini Filho, 2003–2006
- Vilson Dias de Oliveira DC, 2007–2019
- José Roberto Fortes Palau seit 2019

## Einzelnachweise

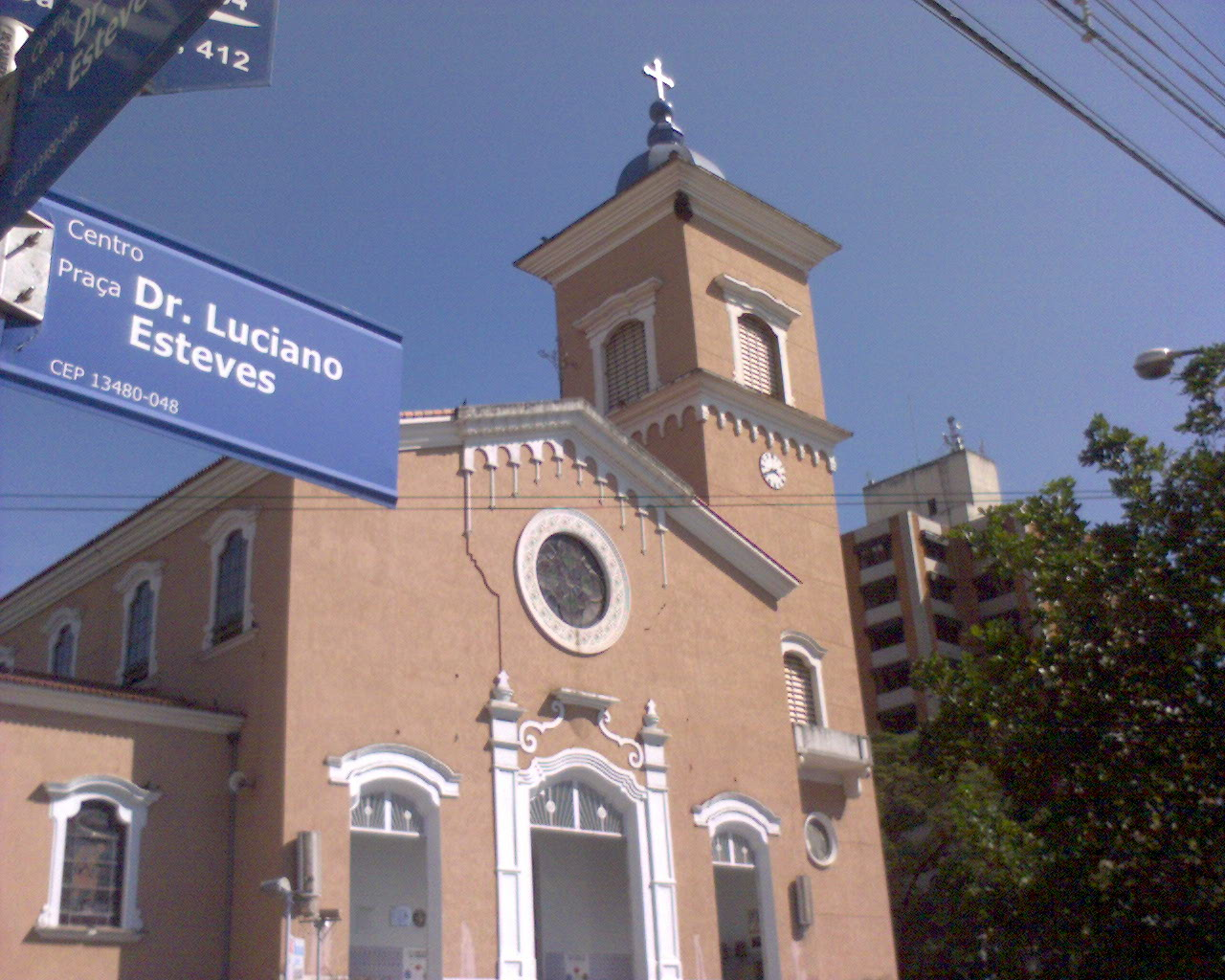
Kathedrale Nossa Senhora das Dores in Limeira